# Obudovac
Obudovac (en serbe cyrillique : Обудовац) est un village de Bosnie-Herzégovine. Il est situé dans la municipalité de Šamac et dans la république serbe de Bosnie. Selon les premiers résultats du recensement bosnien de 2013, il compte 2 648 habitants.

## Démographie

### Évolution historique de la population dans la localité
| 1948 | 1953 | 1961  | 1971  | 1981  | 1991  | 2013  |
| ---- | ---- | ----- | ----- | ----- | ----- | ----- |
| -    | -    | 3 249 | 3 403 | 3 388 | 3 199 | 2 648 |

|  |

### Communauté locale
En 1991, Obudovac était constituée de deux communautés locales : Obudovac 1 et Obudovac 2.
Obudovac 1 comptait 2 295 habitants, répartis de la manière suivante :
Obudovac 2 comptait 904 habitants, répartis de la manière suivante :